# 𦰡溪瑶族乡
𦰡溪瑶族乡是中华人民共和国湖南省邵陽市洞口县下辖的一个民族乡。

## 行政区划
𦰡溪瑶族乡下辖以下村级行政区划单位：
𦰡溪村、龙头村、水口村、小麻溪村、大麻溪村、徐家村、崇阳坪村、中村、宗溪村、白椒村、宝瑶村、仙人桥村、安顺村、铁山村、堆上村、田坳村和枞山江村。